# ألبرت إيه يو
ألبرت إيه يو (بالصينية: 區瑞強,) هو مغني وملحن صيني، ولد في 31 يوليو 1955 في هونغ كونغ البريطانية في المملكة المتحدة.

## وصلات خارجية
- ألبرت إيه يو على موقع IMDb (الإنجليزية)
- ألبرت إيه يو على موقع ميوزك برينز (الإنجليزية)
- ألبرت إيه يو على موقع أول موفي (الإنجليزية)
- ألبرت إيه يو على موقع أول ميوزيك (الإنجليزية)
- ألبرت إيه يو على موقع ديسكوغز (الإنجليزية)
- ألبرت إيه يو على موقع قاعدة بيانات الفيلم (الإنجليزية)
- ألبرت إيه يو على موقع كينوبويسك (الروسية)